# Rouïba
 (février 2022).
La mise en forme du texte ne suit pas les recommandations de Wikipédia : il faut le « wikifier ».
Les points d'amélioration suivants sont les cas les plus fréquents. Le détail des points à revoir est peut-être précisé sur la page de discussion.
- Les titres sont pré-formatés par le logiciel. Ils ne sont ni en capitales, ni en gras.
- Le texte ne doit pas être écrit en capitales (les noms de famille non plus), ni en gras, ni en italique, ni en « petit »…
- Le gras n'est utilisé que pour surligner le titre de l'article dans l'introduction, une seule fois.
- L'italique est rarement utilisé : mots en langue étrangère, titres d'œuvres, noms de bateaux, etc.
- Les citations ne sont pas en italique mais en corps de texte normal. Elles sont entourées par des guillemets français : « et ».
- Les listes à puces sont à éviter, des paragraphes rédigés étant largement préférés. Les tableaux sont à réserver à la présentation de données structurées (résultats, etc.).
- Les appels de note de bas de page (petits chiffres en exposant, introduits par l'outil «  Source ») sont à placer entre la fin de phrase et le point final[comme ça].
- Les liens internes (vers d'autres articles de Wikipédia) sont à choisir avec parcimonie. Créez des liens vers des articles approfondissant le sujet. Les termes génériques sans rapport avec le sujet sont à éviter, ainsi que les répétitions de liens vers un même terme.
- Les liens externes sont à placer uniquement dans une section « Liens externes », à la fin de l'article. Ces liens sont à choisir avec parcimonie suivant les règles définies. Si un lien sert de source à l'article, son insertion dans le texte est à faire par les notes de bas de page.
- La présentation des références doit suivre les conventions bibliographiques. Il est recommandé d'utiliser les modèles {{Ouvrage}}, {{Chapitre}}, {{Article}}, {{Lien web}} et/ou {{Bibliographie}}. Le mode d'édition visuel peut mettre en forme automatiquement les références.
- Insérer une infobox (cadre d'informations à droite) n'est pas obligatoire pour parachever la mise en page.

Pour une aide détaillée, merci de consulter Aide:Wikification.
Si vous pensez que ces points ont été résolus, vous pouvez retirer ce bandeau et améliorer la mise en forme d'un autre article.
Rouïba ou Rouiba (en arabe : الرويبة, en berbère : ⵔⵡⵉⴱⴰ) est une commune de la wilaya d'Alger en Algérie, située dans la banlieue Est d'Alger. Ses habitants s’appellent les Rouibéens.
Arrosée par le Bouriah, affluent de l'oued El Hamiz, Rouiba est située dans un carrefour de routes très importantes, notamment l'autoroute Est-Ouest et la RN5.
Capitale de la Mitidja Orientale, de vocation agricole, Rouiba fut caractérisée par une faible urbanisation jusqu'au début du XXe siècle où elle devient, après la Seconde Guerre mondiale, une ville industrielle avec sur son territoire la première et la plus grande zone industrielle du pays qui s'étend sur 1 000 ha. Passant de 4115 en 1911 à 16254 en 1959, la population atteint les 65000 habitants en 2008 ce qui est expliqué par le mouvement des populations des quartiers centraux d'Alger vers ceux de la périphérie, notamment orientale à partir de 1987.
Rouiba est l'une des communes les plus riches d'Algérie.

## Géographie

### Toponymie
Rouïba est le nom utilisé par les habitants avant et après la colonisation française. « Ce qui est incontestable c'est que son origine provient de l'arabe ou du berbère ; quant à sa traduction les avis divergent ».
L'origine pourrait être une déformation de « petit bois »:
- Gustave Léon Niox définit : Rouiba, diminutif de Raba (Ghaba), petit bois[6]
- Élisée Reclus définit : Ghaba, bois.- Diminutif: Ghouiba. Ex: Rouiba (banlieue d'Alger), le Bosquet (lambert)[7].

### Localisation
Rouïba est située à 21 km à l'est du centre d'Alger.
| Bordj El Bahri, Bordj El Kiffan | Aïn Taya                   | H'raoua      |
| Bordj El Kiffan, Dar El Beïda   | Rouïba                     | Reghaïa      |
| Hammedi                         | Hammedi, Khemis El Khechna | Ouled Hedadj |

### Topographie
La commune de Rouïba est entièrement dans la partie orientale de la plaine de Mitidja à une altitude d'environ 20 m et qui peut aller jusqu'à 10 m près de l'oued El-Biar à l'extrémité Est et 50 m au nord, près de la ride de H'raoua, qui marque une exception de la nature plate de Rouiba. À l'ouest, la commune est limitée par l'oued El Hamiz caractérisé par ses faibles pentes ce qui augmente le risque d'inondation.

### Hydrographie
La commune est traversée par trois oueds :
- Oued El-Biar : Il limite la commune à l'Est.
- Oued Bouriah : affluent de l'oued El Hamiz. Il prend sa source au niveau de Rouïba et draine les eaux de ruissellement de la Mitidja Nord-Est.
- Oued El Hamiz : qui limite la commune à l'Ouest.

### Voies de communication et transport

#### Voies routières
Routes nationales (RN)
- A1, autoroute Est-Ouest : Deux branches de l'autoroute Est-Ouest rejoignent Rouïba, une première au niveau de l'échangeur d'El Hamiz et la deuxième au niveau de la zone industrielle.
- rocade sud d'Alger : Rouïba est reliée avec la rocade sud d'Alger.
- RN5 : Rouïba est traversée par la RN5, la reliant à la localité d'El Hamiz dans la commune de Dar El Beida à l'Ouest et la commune de Reghaïa à l'Est.
- RN11 : Route d'Oran.
- RN24 : Rouïba est bordée au Nord par la RN24 qui la limite avec la commune de Ain Taya.

Chemins de Wilaya (CW)
- CW121 : Rouïba est traversée par le CW121 qui relie Ain Taya au Nord à Khemis El Khechna au Sud.
- CW149 : Rouïba est traversée par le CW149 qui relie Bordj El Bahri au Nord à Hammedi au Sud.

#### Transport en commun
Réseau de lignes de banlieue d'Alger, Ligne Alger-Thénia:
La gare de Rouïba est desservie par le train de banlieue de la SNTF, la fréquence est d'un train toutes les 15 minutes aux heures de pointe. Deux autres haltes desservent la Zone industrielle de Rouiba et l'entreprise SNVI.
Métro d'Alger:
L'Entreprise Métro d'Alger (EMA) avait consulté des bureaux d'études étrangers pour faire des propositions sur l'extension du métro d'Alger de Bab Ezzouar vers Dar El Beida, Rouïba et Reghaia.
Tramway d'Alger:
L’extension de la ligne du tramway d'Alger vers Ain Taya, Rouïba et Reghaïa est en étude.
Réseau de bus ETUSA:
Rouiba est desservie par la ligne 72 du réseau régulier de l'ETUSA (PLACE DES MARTYRS - ROUIBA).
Elle est desservie, également, par d'autres lignes du réseau d'affrètement de l'ETUSA : lignes 609, 623, 624, 625, 626, 627 et 628.
Les Stations de bus:
Il y a trois grandes stations de bus qui couvrent plusieurs destinations.

## Urbanisme

### Morphologie urbaine
L'ONS découpe la commune de Rouiba en deux agglomérations :
- Agglomération Chef-lieu Centre-ville;
- Agglomérations secondaires Hai Ennasr.

La commune de Rouiba, elle-même, avec celle de Réghaia forment une Agglomération urbaine intercommunale (AUIC) et une grande ville selon la terminologie employée dans les lois 2001-20 et 2006-06.

### Logement
De nombreuses constructions du XIXe siècle existent encore. De 35 maisons en 1881 à 82 en 1901, Rouiba se développa pour donner naissance aux quartiers Borras et Berges en 1948, le quartier neuf et en 1955, les 36 chalets de castors Air-France et celui de l'AIA, composé de 36 pavillons de style moderne, le lotissement SCFC composé de 12 lots et celui du stade, ainsi que des immeubles collectifs. Ce n'est qu'en 1952 que le logement social fit son apparition à Rouiba (HLM du jardin public, cité évolutive, HLM de la Mitidja…) à la suite de l'implantation de la zone industrielle Rouiba-Réghaia.
La grande dynamique démographique de la périphérie orientale du littoral algérois (composé de l’ensemble Sahel-Mitidja) s'est traduit par un important développement du cadre bâti, à la suite de la saturation du tissu urbain d’Alger. Dès 1966, la proche région algéroise présente un taux d’urbanisation de l’ordre de 77 %. Les taux négatifs dans les communes centrales et positifs dans les communes de la daïra de Rouiba, traduisent une corrélation entre ces entités spatiales, résidant dans le report des populations des quartiers centraux vers ceux de la périphérie, notamment orientale à partir de 1987.

## Histoire
La région du littoral algérois de cap Matifou (que H. Marchand lui a attribué comme limites : l’embouchure de l’Oued El Hamiz du côté occidental et l’embouchure de l'Oued Réghaïa du côté oriental) a connu une présence humaine dès la période préhistorique. H. Marchand en conclut que « ces régions du littoral algérois, où l'on a reconnu déjà des restes d'anciennes civilisations, phénicienne, romaine, turque, ont été habitées, au moins en partie, à une époque bien plus reculée qui est celle de la pierre taillée ».

### Préhistoire et antiquité
Plusieurs préhistoriens ont étudié la région : M. Piroutet a signalé la station préhistorique d'Ain Taya en 1930. G. Gaucher, pour sa part, a publié son article « Note sur l’existence de stations paléolithiques aux environs de Cap-Matifou, d'Aïn-Taya et de l’Alma-Marine » en 1932 où il s’est attaché à étudier « d’anciennes dunes et d’anciennes plages consolidées avec, par endroits, quelques affleurements de marnes, des terrains éruptifs et anciens, des alluvions anciennes, forment un ensemble de mamelons et de collines qui séparent la mer des plaines de Rouïba et de la Réghaïa » ; « C'est sur cette zone surélevée et sèche que l'on peut en plusieurs endroits rencontrer des pierres taillées » affirme-t-il. G. Gaucher cite, en particulier, les terrains qui entourent les Marabout de Sidi Ali et de Lalla Dergana, les terres travaillées qui se trouvent autour de Haraga (à Bordj El Kiffan) et le chemin de Ben-dali-Bey (localité située à l’extrême nord de la commune de Rouiba).
Le Dr H. Marchand  a complété le travail de ses prédécesseurs en se concentrant sur les falaises du cap Matifou proprement dit et l’embouchure de l’Oued Réghaïa et aboutit à la même conclusion : « La plupart des falaises escarpées que l'on rencontre sur cette immense étendue littorale ont été plus ou moins occupées par l'humanité primitive, et celles du cap Matifou n'échappent pas à cette règle ».

### Période romaine
La partie nord de la ville, en particulier la localité de Ben Dali Bey, vue sa proximité de l'antique Rusgunia a fait l'objet de découverte archéologique. A. Berbrugger, dans la Revue africaine, explique qu’elles seront décrites avec celles de Rusgunia : « Rusgunia - Dès l'embouchure de l'Hamise, on commence à trouver des ruines qui annoncent Rusgunia, la colonie romaine, dont les restes couvrent, sur un assez grand espace, les approches du Cap Matifou. Au-dessus de cette embouchure, vers le gué de Hadjira, il y a des traces très apparentes d'un pont antique. Mais ces vestiges et ceux qu'on remarque à Haouche Ben Dali Bey, seront décrits en même temps que Rusgunia ». Stéphane Gsell cite dans son Atlas archéologique un pont antique sur l’Oued Bouriah à Rouiba : « Il y avait un autre pont sur le Bourïa, afflut du Hamiz, à l’endroit appelé El Kounitra (le petit pont). Berbrugger l.c. ; Chardon, l.c. ». En effet, l’occupation romaine a touché plusieurs parties de la Mitidja et a pénétré à l’intérieur de la plaine et ne s’est pas limitée par des colonies sur la côte.

### Période ottomane
Rouïba faisait partie de l'Outhan de Khachna dans la province d'Alger. Il existait quelques fermes (Haouch).

### Période française

#### Introduction
La conquête française du territoire algérien a été accompagnée par la destruction, la dévastation et le pillage des biens, la Mitidja et les environs immédiats d’Alger, ne faisant pas exception. La population a été soumise à des massacres, comme le montre le témoignage d'un capitaine d'état-major juste après le débarquement des Français sur la côte algéroise :

« Nous ne perdîmes que fort peu de monde dans la journée du 29. Cinq pièces de canon tombèrent en notre pouvoir, ainsi que quelques prisonniers. Les maisons de campagne que nous trouvâmes abandonnées, furent en général pillées et dévastées ; celles de quelques consuls européens, dont les soldats ne connurent pas les pavillons, souffrirent comme les autres. Quelques habitants trouvés cachés dans les maisons et dans les haies, furent massacrés ; deux ou trois femmes furent même tuées par accident, d’autres furent violées ; mais ce sont là les tristes accompagnements de toute guerre, même de la plus juste. »

« Le lendemain de la prise d’Alger, la brigade Montlivault reçut ordre de se porter sur le Haouch-Cantara (la maison carrée) et sur la Rassauta, autre ferme bien connue à l’est d’Alger, pour s’emparer des haras et des troupeaux du gouvernement qui s’y trouvaient. Mais le Bey de Constantine, qui avait repris, avec son contingent, la route de sa province, avait tout enlevé. Cette brigade poussa jusqu’au cap Matifou, qui ferme à l’est la rade d’Alger. Elle reconnut sur la côte plusieurs batteries armées de 120 pièces de canon, qu’elle n’avait ni les moyens ni la mission d’enlever. Quelque temps après, des canots furent envoyés pour désarmer les batteries du cap Matifou ; mais la vue de quelques Arabes armés les empêcha de le faire. Les batteries situées depuis le fort Bab-Azoun jusqu’à l’Arach, ne furent désarmées que le 22 août. Celles qui sont situées au-delà, jusqu’au cap Matifou, et le fort Matifou lui-même, restèrent armés, et le sont encore au moment où j’écris, quoique les troupes françaises ne les occupent pas. »

— E. Pellissier de Reynaud, capitaine d’état-major, chef du bureau des Arabes à Alger.

#### La genèse de Rouïba
Les localités de Haouch Rouiba, Sbaat et Ben Choubane existaient déjà avant l'arrivée des Français. Il n’y avait que le chemin de Dellys à Alger et Rouiba n'était accessible que par le chemin qui passe devant le cimetière musulman (El Guedhia).
| La commune originelle de la Rassauta | Les différentes composantes     | Création des communes | Le plein exercice |
| --- | ------------------------------- | --- | --- |
| Au départ, celle-ci s'appelle Ras el Outa et le nom sera francisé en domaine de la Rassauta. Le 22 août 1851, La Rassauta devient commune de plein exercice. Par décret du 5 juin 1882, la Rassauta est divisée en deux communes : Fort-de-l’Eau et Maison-Blanche. | Fort de l'Eau (Bordj El Kiffan) | La commune est créée le 11 janvier 1850. | Elle devient commune de plein exercice le 2 juin 1881. |
| Au départ, celle-ci s'appelle Ras el Outa et le nom sera francisé en domaine de la Rassauta. Le 22 août 1851, La Rassauta devient commune de plein exercice. Par décret du 5 juin 1882, la Rassauta est divisée en deux communes : Fort-de-l’Eau et Maison-Blanche. | Maison-Blanche (Dar El Beïda)   | La commune doit son origine à la propriété de Charles Muller, établi depuis 1840. Le centre de population créé dans les années 1850 devient commune lorsque La Rassauta est divisée en deux par décret du 5 juin 1882.                                              | Elle devient commune de plein exercice par décret du 2 juin 1882. |
| Au départ, celle-ci s'appelle Ras el Outa et le nom sera francisé en domaine de la Rassauta. Le 22 août 1851, La Rassauta devient commune de plein exercice. Par décret du 5 juin 1882, la Rassauta est divisée en deux communes : Fort-de-l’Eau et Maison-Blanche. | Maison-Carrée (El Harrach)      | En 1861, le village de Maison-Carrée, qui compte alors 216 habitants, est érigé en centre-annexe de la commune de la Rassauta. Par décret impérial du 14 août 1869, le chef-lieu de la commune de la Ressauta est transféré à Maison-Carrée.                        | Elle devient commune de plein exercice le 14/08/1869. Maison-Carrée est rattachée à Alger par arrêté du 7 mars 1959 et en constitue le 10e arrondissement avec Baraki et Oued Smar.                                                        |
| Au départ, celle-ci s'appelle Ras el Outa et le nom sera francisé en domaine de la Rassauta. Le 22 août 1851, La Rassauta devient commune de plein exercice. Par décret du 5 juin 1882, la Rassauta est divisée en deux communes : Fort-de-l’Eau et Maison-Blanche. | Rouïba                          | Dès 1842 , quelques concessions de 100 à 150 ha avaient été offertes ou vendues à des Européens et ce territoire fut intégré à la commune de la Rassauta en 1846. En 1852, huit fermes existaient.                                                                  | Le 22 août 1861, Rouïba devient une commune de plein exercice. En 1872 eurent lieu les dernières modifications des limites de la commune de Rouïba qui s'étendait sur 5 153 ha et avait une population de 440 européens et 1084 musulmans. |
| Au départ, celle-ci s'appelle Ras el Outa et le nom sera francisé en domaine de la Rassauta. Le 22 août 1851, La Rassauta devient commune de plein exercice. Par décret du 5 juin 1882, la Rassauta est divisée en deux communes : Fort-de-l’Eau et Maison-Blanche. | Rouïba                          | Le 11 août 1853, sous Napoléon III, le Conseil du gouvernement étudie le projet de fondation d'un centre de population, sur la route d'Alger à Dellys, à l'embranchement du chemin d'Aïn Taya, où le Génie militaire venait de mettre en service un puits artésien. | Le 22 août 1861, Rouïba devient une commune de plein exercice. En 1872 eurent lieu les dernières modifications des limites de la commune de Rouïba qui s'étendait sur 5 153 ha et avait une population de 440 européens et 1084 musulmans. |
| Au départ, celle-ci s'appelle Ras el Outa et le nom sera francisé en domaine de la Rassauta. Le 22 août 1851, La Rassauta devient commune de plein exercice. Par décret du 5 juin 1882, la Rassauta est divisée en deux communes : Fort-de-l’Eau et Maison-Blanche. | Rouïba                          | Le 31 octobre 1853 est publié le décret de création du centre de population nommé Rouïba, composé de 22 feux sur un territoire de 385 ha. | Le 22 août 1861, Rouïba devient une commune de plein exercice. En 1872 eurent lieu les dernières modifications des limites de la commune de Rouïba qui s'étendait sur 5 153 ha et avait une population de 440 européens et 1084 musulmans. |
| Au départ, celle-ci s'appelle Ras el Outa et le nom sera francisé en domaine de la Rassauta. Le 22 août 1851, La Rassauta devient commune de plein exercice. Par décret du 5 juin 1882, la Rassauta est divisée en deux communes : Fort-de-l’Eau et Maison-Blanche. | Aïn Taya                        | La commune est créée le 30 septembre 1853 avec un centre de population de 60 feux. Jusqu'en 1870, elle est annexée à Rouïba. | Aïn Taya devient commune de plein exercice en 1870. |
| Au départ, celle-ci s'appelle Ras el Outa et le nom sera francisé en domaine de la Rassauta. Le 22 août 1851, La Rassauta devient commune de plein exercice. Par décret du 5 juin 1882, la Rassauta est divisée en deux communes : Fort-de-l’Eau et Maison-Blanche. | Cap Matifou (Bordj El Bahri)    | Le hameau annexe d'Aïn Taya de 8 feux est créé le 30 septembre 1853, formant une section de la commune d'Aïn Taya. | La commune de plein exercice est créée en février 1921. |
| Au départ, celle-ci s'appelle Ras el Outa et le nom sera francisé en domaine de la Rassauta. Le 22 août 1851, La Rassauta devient commune de plein exercice. Par décret du 5 juin 1882, la Rassauta est divisée en deux communes : Fort-de-l’Eau et Maison-Blanche. | Suffren (Aïn Beidha)            | Le hameau annexe d'Aïn Taya de 10 feux est créé le 30 septembre 1853, formant une section de la commune d'Aïn Taya. | |

#### Composition de la population européenne
|           | 1901 | 1911 | 1952  |
| --------- | ---- | ---- | ----- |
| Etrangers | 80 % | 33 % | 6,5 % |

La quasi-totalité des étrangers était de nationalité espagnole (92 % environ, le reste était de nationalité italienne). Le mahonnais resta longtemps la langue la plus parlée à Rouïba avant la guerre de 1939-1945 et, en 1962, il était courant d'entendre encore des conversations en espagnol de personnes âgées ne parlant toujours pas le français.

#### Héraldique, drapeau, logotype et devise
| Blason de Rouiba | Blason  | Taillé : au premier d'azur à la gerbe d'or posée en barre, au second de sinople à la charrue de gueules (alias : d'or) ; à la cotice en barre d'argent chargée de sept tourteaux de gueules brochant sur la partition ; le tout enfermé dans une filière aussi d'argent |
| Blason de Rouiba | Détails | Blason de Rouiba durant la présence française. Le statut officiel actuel du blason reste à déterminer. |

#### Galerie

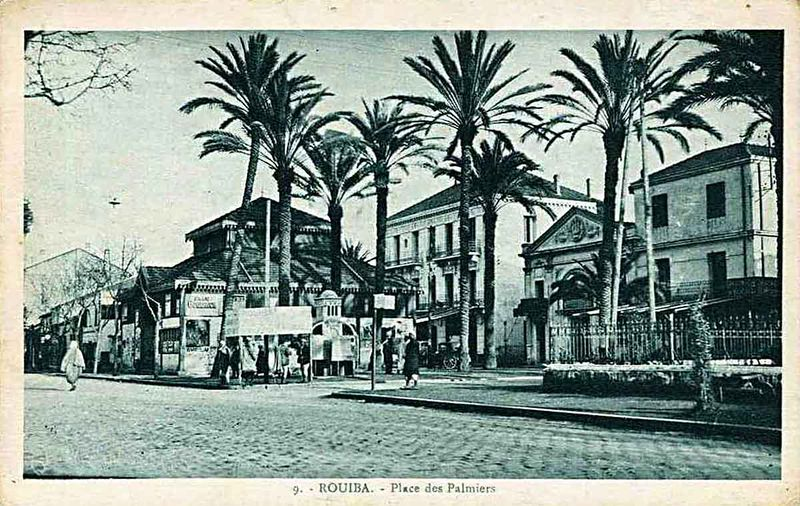
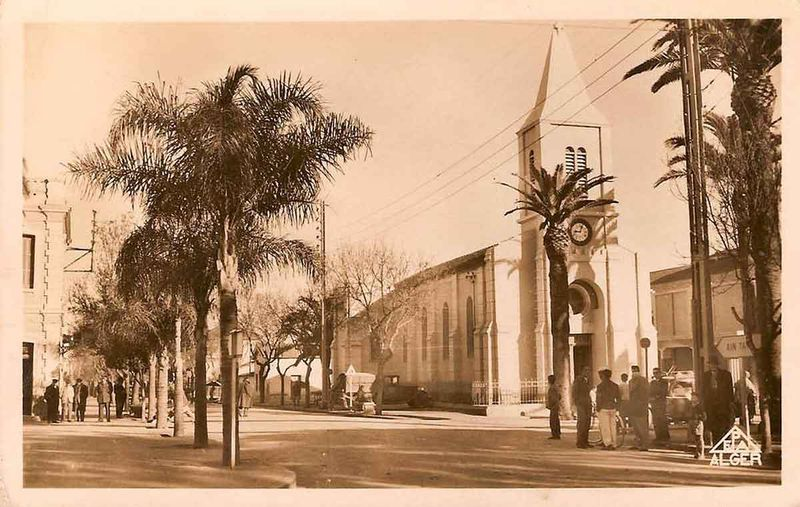
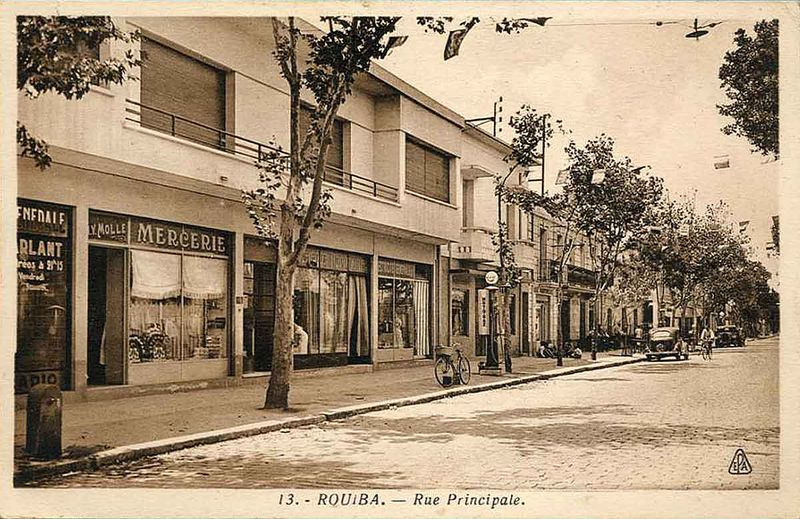
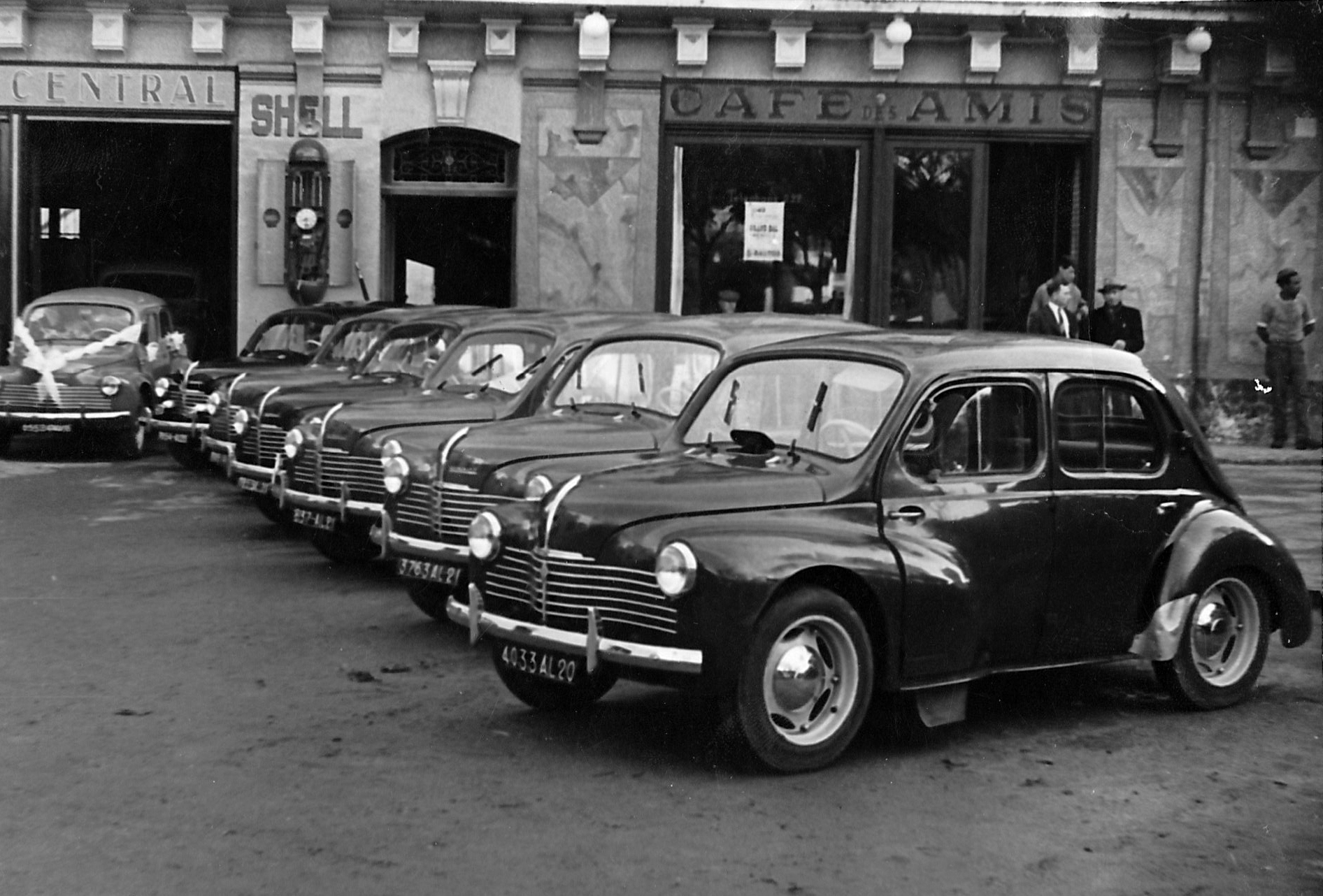
Le garage Riudavets et le café des amis

### Après l'indépendance
Le 2 décembre 1963, le territoire communal s'agrandit avec l'intégration de la commune de Reghaïa, qui ne reprendra son indépendance qu'en 1974
Le 7 février 1984, Rouïba sera intégrée à la wilaya de Boumerdès, nouvellement créée.
Le 4 juin 1997, à la création du gouvernorat du Grand-Alger, la commune est détachée de la wilaya de Boumerdès, pour rejoindre à nouveau celle d'Alger.

## Population et société

### Démographie
| 1872  | 1899  | 1911  | 1936  | 1948  | 1959   | 1987   | 1998   | 2008   |
| ----- | ----- | ----- | ----- | ----- | ------ | ------ | ------ | ------ |
| 1 524 | 2 907 | 4 115 | 6 161 | 8 755 | 16 254 | 36 165 | 49 881 | 61 984 |

### Enseignement

#### Enseignement scolaires
Les établissements d'enseignement scolaire de la ville de Rouiba relèvent de la direction d'éducation d'Alger Est.
|                               | Publics | Privés                                              |
| ----------------------------- | --- | --------------------------------------------------- |
| Écoles primaires              | 1. École primaire Ahmed Zahana 2. École primaire Zirifi Mustapha 3. École primaire Mohamed El kebir 4. École primaire Drif Mohamed 5. École primaire Aures 6. École primaire Sentouhi 7. École primaire Abdelmadjid Allahoum 8. École primaire EPLF 9. École primaire Moufdi Zakaria Ben Choubane | 1. École Albert Einstein 2. École Salim             |
| Collèges d'Enseignement Moyen | 1. CEM Ahmed Chaouki 2. CEM Ouled Sidi Cheikh 3. CEM Ibn El Khatib 4. CEM Ibn Arabi 5. CEM de Ahmed Aroua Ben Choubane 6. CEM ben Koriche Abdelkader 7. CEM Abderrahmane Taleb 8. CEM Nouveau de Ain Kahla 9. CEM Mohamed Galoul                                                                  | 1. El Madrasse El Badissia 2. École Albert Einstein |
| Lycées                        | 1. Lycée Ahmed Merzouki 2. Lycée Abd el Moumen 3. Lycée Abd Essalam el Habbachi 4. Nouveau lycée de Rouiba | 1. École Albert Einstein                            |

#### Enseignement psycho-pédagogique
- Centre psycho-pédagogique pour enfants handicapés mentaux de Rouiba (CPPEHM de Rouiba).

#### Enseignement des sourds-muets
- École des jeunes sourds-muets de Rouiba (située initialement à Mohammadia, l'école a été fermée et transférée à Rouiba).

#### Enseignement professionnel et Formation continue
- CFPA Rouiba Garçons
- CFPA Rouiba Filles
- Centre d'excellence de formation aux métiers de l'énergie et de l'électricité (Schneider Electric)
- Institut National de Développement et de Promotion de Formation Continue (INDEFOC)

#### Enseignement supérieur
- École nationale préparatoire aux études d'ingénieur (ENPEI)
- École nationale supérieure de technologie (ENST)[28]
- Institut supérieur de formation ferroviaire (ISFF)
- Institut d’Électronique et de Mécanique (IEM)[29]

### Justice

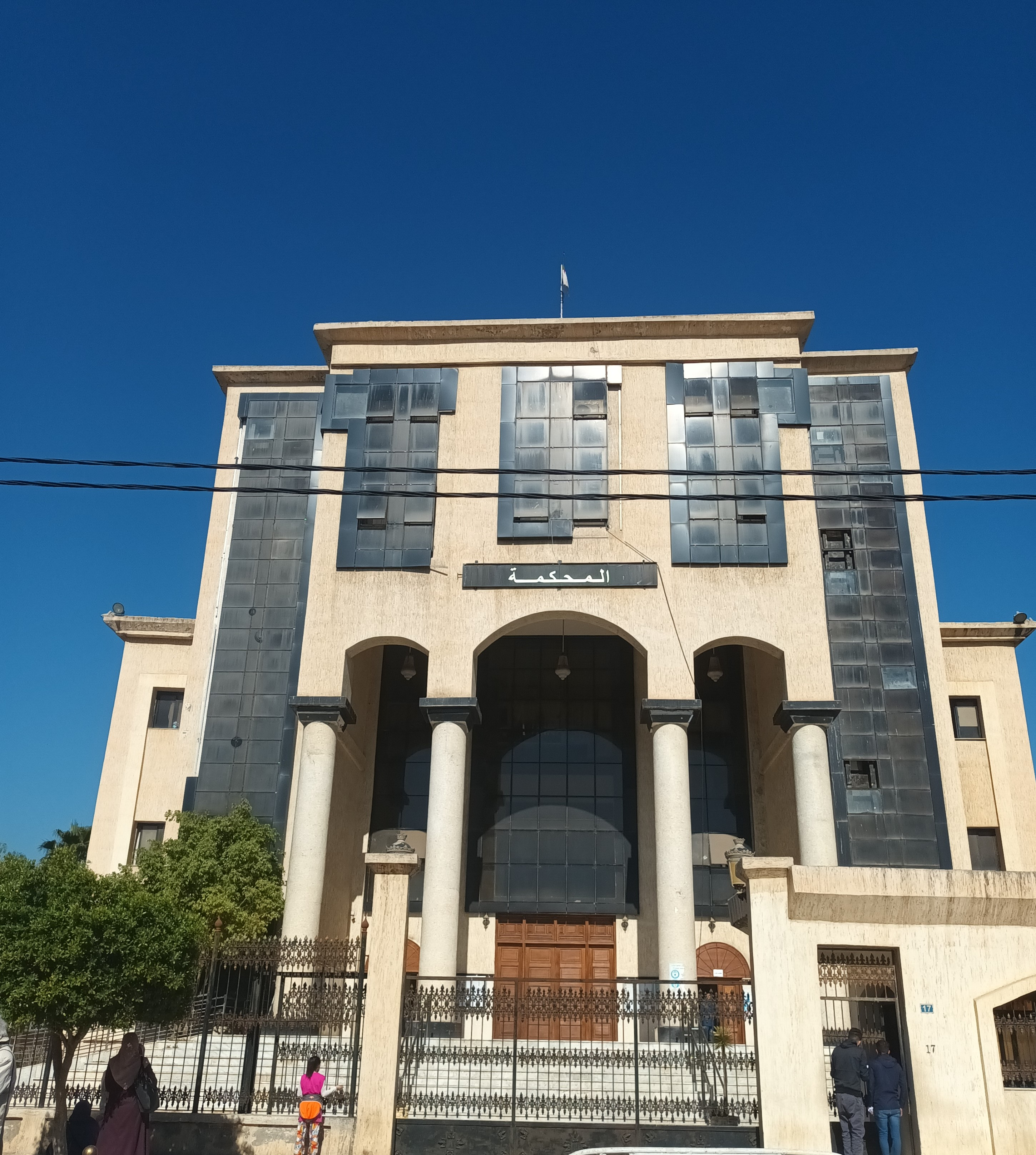
Le palais de justice de Rouiba.

Rouiba un palais de justice.

### Santé

#### Secteur public
- Établissements Public Hospitaliers (EPH)
  - EPH de Rouiba (Hôpital de Rouiba)

- Établissements Publics De Santé De Proximité (EPSP)
  - Polyclinique Dr Chellali

#### Secteur privé
- Clinique médico-chirurgicale Lotus
- Clinique les orangers
- Clinique El Ouard
- Centre de Rééducation Djemai
- Centre d’hémodialyse de la DGSN
- Caserne El Hamiz
- Centre d’Hémodialyse El Amir
- Centre d’hémodialyse Renadial

### Sport

#### Infrastructures sportives
La ville de Rouiba dispose de plusieurs infrastructures sportives :
- Complexe Sportif de Rouiba avec un beau stade de football, capable d’accueillir les matchs de D1 algérienne et 9 salles omnisports aménagées, sous les tribunes.
- Le stade Hamid Chebcheb
- La salle omnisports de Rouiba
- Le Terrain de Tennis
- Le Terrain MATICO
- Les stades de proximité

#### Les clubs et les sections de sport
Le principal club de football de Rouiba est le Widad Amel Rouiba, (WAR, orange et vert). On compte également d'autres clubs sportifs :
- Mouloudia Club Rouiba MCR (rouge et vert).
- Entente Sportive Rouiba ESR (jaune et bleu).
- Jeunesse Sportive Madinat Rouiba JSMR (rouge et noir).
- Chabab Riadhi Benchoubane CRB (rouge et blanc).

Les différentes sections de sport sont résumées dans le tableau suivant :
|                 | WAR | MCR | OCR | JSMR | ESR | CRB | JCR |
| --------------- | --- | --- | --- | ---- | --- | --- | --- |
| Football        |     |     |     |      |     |     |     |
| Handball        |     |     |     |      |     |     |     |
| Basketball      |     |     |     |      |     |     |     |
| Volleyball      |     |     |     |      |     |     |     |
| Natation        |     |     |     |      |     |     |     |
| Tennis          |     |     |     |      |     |     |     |
| Tennis de table |     |     |     |      |     |     |     |
| Athlétisme      |     |     |     |      |     |     |     |
| Cyclisme        |     |     |     |      |     |     |     |
| Pétanque        |     |     |     |      |     |     |     |
| Boxe            |     |     |     |      |     |     |     |
| Judo            |     |     |     |      |     |     |     |
| Karaté          |     |     |     |      |     |     |     |
| Aikido          |     |     |     |      |     |     |     |
| Wushu           |     |     |     |      |     |     |     |

### Personnalités liées à la ville
- Eveline Safir Lavalette, née Eveline Lavalette, est une ancienne militante algérienne (d'origine française) de la cause nationale durant la guerre d’indépendance. Elle est née en 1927 à Rouïba et elle y a grandi.
- Hassen Chabri, est un footballeur algérien né le 25 avril 1931 à Rouiba. Il est connu en France pour avoir joué une saison au Sporting Toulon Var et une autre à l'AS Monaco avant de fuguer pour rejoindre l'équipe du FLN avec laquelle il jouera 44 matchs en 4 ans. Il termine sa carrière de footballeur dans le club tunisien du Club sportif de Hammam Lif.
- Salem Amri, est un ancien footballeur algérien né le 28 novembre 1948 à Ain El Hammam (Tizi Ouzou, Algérie). Issu du Club WA Rouiba (1966-1971), il a porté les couleurs de la JS Kabylie (1972-1982).
- Abdelmalek Slahdji, ex joueur de WO Rouiba.
- Sid Ahmed Ferroukhi, né le 11 juillet 1967 à Bologhine (Alger), ancien Ministre de l'Agriculture, du Développement Rural et de la Pêche.
- Mohamed Aïssa, né le 8 septembre 1963 à Rouiba. Ministre des Affaires religieuses et des Wakfs.
- Mustapha Haciane, né en 1935 à Rouiba dans une famille d'origine turque. Écrivain algérien[30].
- Rabah Deghmani, né en 1975 à Rouiba, footballeur international algérien. Il compte 8 sélections en équipe nationale en 2001.
- El Moustach, de son vrai nom Hicham Gaoua, artiste pop art[31].
- Fayçal Moundji, footballeur algérien.

## Maires de Rouiba

### Avant l'indépendance
| Nom des maires                                        | Début du mandat |    | Fin du mandat |
| ----------------------------------------------------- | --------------- | -- | ------------- |
| Charpentier Prosper                                   | 01/01/1862      | au | 19/11/1865    |
| Moline Achille                                        | 24/01/1865      | au | 21/01/1871    |
| Montagnon Pierre                                      | 22/01/1871      | au | 24/09/1871    |
| Moline Achille                                        | 25/09/1871      | au | 23/01/1881    |
| Charbonnier Gustave                                   | 24/01/1881      | au | 15/05/1890    |
| Billaud Pierre                                        | 16/05/1890      | au | 15/05/1892    |
| Bertrand Albert                                       | 16/05/1892      | au | 15/09/1892    |
| Moline Achille                                        | 16/09/1892      | au | 17/05/1896    |
| Duroux Jean                                           | 18/05/1896      | au | 28/08/1898    |
| Guérineau Étienne                                     | 29/08/1898      | au | 22/08/1899    |
| Legault Abel                                          | 23/08/1899      | au | 16/05/1902    |
| Sarlance (1er adjoint faisant office de maire)        | 17/05/1902      | au | 13/06/1902    |
| Baubier Achille                                       | 14/06/1902      | au | 09/12/1919    |
| Humbert Louis                                         | 10/12/1919      | au | 02/02/1924    |
| Gener Joseph                                          | 03/02/1924      | au | 22/02/1941    |
| Hamoir Maurice                                        | 23/02/1941      | au | 08/05/1943    |
| Gener Joseph                                          | 09/05/1943      | au | 05/07/1945    |
| Picquere Balbin (1er adjoint faisant office de maire) | 06/07/1945      | au | 03/08/1945    |
| Beuchotte Jean                                        | 04/08/1945      | au | 30/06/1962    |

### Après l'indépendance
| Noms des maires                  | Début du mandat |   | Fin du mandat |
| -------------------------------- | --------------- | - | ------------- |
| Mohamed Seghir MELZI (dit Hamid) | 1962            |   | 1963          |
| Ahmed HADDANOU                   |                 |   |               |
| Abdelmalek ALLOUCHE              | 1997            | à | 2002          |
| Omar KOUDRI                      | 2002            | à | 2007          |
| Marzouk LAKROUZ                  | 2007            | à | 2012          |
| Zoheir OUEZANE                   | 2012            | à | 2017          |
| Mourad TIKLI Djouahra Mohamed    | 2017 Intérim    | à | 2022          |
| Boudjemaa CHEKOUFI               | 2022            | à | 2027          |

## Économie

### Industrie

#### Zone industrielle Rouïba-Réghaia
Village à vocation agricole comme tous ceux de la Mitidja, Rouïba va devenir après la Seconde Guerre mondiale une ville industrielle avec sur son territoire la première zone industrielle du pays créée en 1957, elle s'étend sur 1 000 ha.
C'est d'abord l'usine Berliet qui ouvre ses portes en 1957. Ensuite, après l'indépendance au tournant des années 1970, l'Algérie entre dans une phase d'industrialisation de son économie, l'usine Berliet devient la SONACOME puis la SNVI.

### Commerce

#### Port sec de Rouiba
Il est situé dans la zone industrielle de Rouïba. C'est une plate-forme maritime déportée dans les terres.
D'une superficie de 60 000 m2 et utilisant des cavaliers gerbeurs pour la manutention, le port sec peut traiter annuellement 40.000 conteneurs EVP.
En plus des conteneurs standards, open top et flats racks, l’infrastructure pour réceptionner d’autres types de marchandises.
Un parc à feu a été aménagé pour entreposer les conteneurs de produits dangereux IMDG.
40 prises sont disponibles pour le branchement et la surveillance 7j/7 des conteneurs réfrigérés.
Un hangar d’une superficie de 1 800 m2 pour le dégroupage et l’entreposage de colis.

## Parcs et jardins

### Jardin des roses
En face de le jardin public de Rouiba se trouve le jardin des roses, réputé (autrefois) par sa diversité florale.

### Petit bois Lassalas
C'est un jardin aménagé en 2018 sur une partie du petit bois Lassalas au bord de la route de Ain taya (CW 121). Le jardin est d'une superficie de plus de 6 000 m2.

## En art et littérature
Rouïba est le lieu principal des actions du roman Le Serment des barbares (1999). Boualem Sansal en fait un condensé de l'histoire algérienne des années 1990.